# The Healing of Harms
The Healing of Harms  —en español: «La Curación de las Heridas»— es el primer álbum no-independiente de la banda de Rock Cristiano Fireflight lanzado en el año 2006. Fue el primer álbum de Fireflight publicado por Flicker Records. "Waiting", "Liar", y "Serenity" habían aparecido en un EP de la banda en el 2004 llamado "On the Subject of Moving Forward EP" (Anteriormente "Serenity" había sido titulado "Call")

## Lista de canciones
| Standard Edition |                                                 |          |  |
| N.º              | Título                                          | Duración |  |
| 1.               | «Serenity»                                      | 3:31     |  |
| 2.               | «Waiting»                                       | 2:55     |  |
| 3.               | «You Decide con Josh Brown de Day of Fire»      | 3:11     |  |
| 4.               | «It's You»                                      | 3:13     |  |
| 5.               | «Star of the Show»                              | 3:02     |  |
| 6.               | «Liar con David Paul Pelsue de Kids in the Way» | 3:36     |  |
| 7.               | «Myself»                                        | 3:01     |  |
| 8.               | «Something New»                                 | 3:29     |  |
| 9.               | «Attitude»                                      | 3:30     |  |
| 10.              | «More Than a Love Song»                         | 3:07     |  |
| 11.              | «Action»                                        | 3:08     |  |

## Videos musicales
El álbum cuenta con un video musical, You Decide, que fue estrenado el año 2006. La canción cuenta con la colaboración del cantante "Josh Brown" de la banda «Day Of Fire».
 El video musical muestra a la banda tocando la canción en una construcción abandonada. El vídeo también incluye escenas donde la vocalista, Dawn Michel, recorre los alrededores del lugar y Josh Brown canta en otro lugar apartado de la construcción. En el último estribillo, los dos cantantes se juntan y comienzan a cantar cara a cara.  
Al final del video se muestra que la vocalista vuelve a caminar por el mismo lugar donde empezó, como si estuviera caminando en círculos.

## Integrantes
- Dawn Michele – Vocalista
- Justin Cox – Guitarra líder, Corista
- Wendy Drennen – Bajo
- Phee Shorb – Batería
- Glenn Drennen – Guitarra eléctrica

- Datos: Q3029504